# Odontosyllis hyalina
Odontosyllis hyalina är en ringmaskart som beskrevs av Grube 1878. Odontosyllis hyalina ingår i släktet Odontosyllis och familjen Syllidae. Inga underarter finns listade i Catalogue of Life.